# Patrik Hrošovský
Patrik Hrošovský (Privigye, 1992. április 22. –) szlovák válogatott labdarúgó, a KRC Genk játékosa.

## Statisztika
(2021. június 23. szerint)
| Válogatott | Szezon   | Mérkőzés | Gól |
| ---------- | -------- | -------- | --- |
| Szlovákia  | 2014     | 1        | 0   |
| Szlovákia  | 2015     | 6        | 0   |
| Szlovákia  | 2016     | 9        | 0   |
| Szlovákia  | 2017     | 2        | 0   |
| Szlovákia  | 2018     | 4        | 0   |
| Szlovákia  | 2019     | 3        | 0   |
| Szlovákia  | 2020     | 6        | 0   |
| Szlovákia  | 2021     | 7        | 0   |
| Összesen   | Összesen | 38       | 0   |

## Sikerei, díjai
- Viktoria Plzeň
  - Cseh bajnok: 2014–15, 2015–16, 2017–18
  - Cseh szuperkupa: 2015

- KRC Genk
  - Belga kupa: 2020–21

## Külső hivatkozások
- Patrik Hrošovský adatlapja a Soccerway oldalon (angolul)
- Patrik Hrošovský adatlapja a Transfermarkt oldalon (angolul)